# Centronycteris
Centronycteris es un género de murciélagos de la familia Emballonuridae. La especie tipo es: Vespertilio calcaratus Schinz, 1821 Se distribuyen por el Neotrópico.

## Especies
Se reconocen las siguientes especies:
- Centronycteris centralis Thomas, 1912
- Centronycteris maximiliani (Fischer, 1829)